# Nicolas Teyssandier
Nicolas Teyssandier, né le 8 avril 1974, est un préhistorien français, spécialisé dans l'étude du Paléolithique supérieur.

## Formation
Nicolas Teyssandier est docteur en préhistoire de l'université Paris-Nanterre. Sa thèse était consacrée aux premières sociétés du Paléolithique supérieur en Europe centrale et dans les Balkans.

## Carrière académique
Il est chercheur au Centre national de la recherche scientifique, au laboratoire TRACES de l'université Toulouse-Jean-Jaurès.

## Travaux
Nicolas Teyssandier travaille sur l’émergence de l'Homme moderne et les mutations techniques que ce dernier a accomplies lors de son expansion géographique planétaire. Dans ce cadre, il a mené des fouilles en Afrique du Sud et en Mongolie.

## Fouilles en France
Il a participé aux fouilles de la Roche à Pierrot (Saint-Césaire) et du Piage (Fajoles). Il dirige aujourd’hui des fouilles archéologiques à la Baume d'Oullins, dans les gorges de l'Ardèche.

## Distinctions
- Tübingen Prize for Ice Age Research (2004)
- Bourse Eugène Fleischman de la Société d'ethnologie (2005)

## Publications

### Ouvrages grand public
- [Braga et al. 2016] José Braga, Claudine Cohen, Bruno Maureille et Nicolas Teyssandier, Origines de l'humanité : les nouveaux scénarios, Paris, éd. La ville brûle, coll. « 360 », 2016, 208 p. (présentation en ligne).
- [Teyssandier 2019] Nicolas Teyssandier, Nos premières fois, Paris, éd. La ville brûle, 2019, 192 p. (présentation en ligne).

### Ouvrages collectifs
- [2007] En route vers l'Ouest. Les débuts de l'Aurignacien en Europe, Oxford, John and Erica Hedges Ltd., coll. « BAR International Series » (no 1638), 2007, 312 p. (résumé, lire en ligne [PDF] sur halshs.archives-ouvertes.fr).
- [Bodu et al. 2013] (en) Pierre Bodu, Lucie Chehmana, Laurent Klaric, Ludovic Mevel, Sylvain Soriano, Nicolas Teyssandier (éds.) et al., Le Paléolithique supérieur ancien de l'Europe du Nord-ouest. Réflexions et synthèses à partir d'un projet collectif de recherche sur le centre et le sud du Bassin parisien, coll. « Mémoires de la Société préhistorique française » (no 56), juin 2013.
- [Teyssandier et al. 2018] Nicolas Teyssandier (éd.), Stéphanie Thiébault, Didier Binder, Sandrine Costamagno, Didier Galop, Jean-Michel Geneste, Jacques Jaubert, Grégor Marchand, Bruno Maureille et Jean-Denis Vigne (préf. Audrey Azoulay), Pré-histoires, la conquête des territoires, Paris, Cherche-Midi/CNRS, 2018, 183 p. (présentation en ligne).